# Купер, Джойси
Маргарет Джойси Купер (англ. Margaret Joyce Cooper, в замужестве Бэдкок, англ. Badcock; 18 апреля 1909, Шри-Ланка — 22 июля 2002, Чичестер, Юго-Восточная Англия) — британская пловчиха, чемпионка Европы 1927 года, четырёхкратная чемпионка Игр Британской империи 1930 года, четырёхкратный призер летних Олимпийских игр.

## Биография

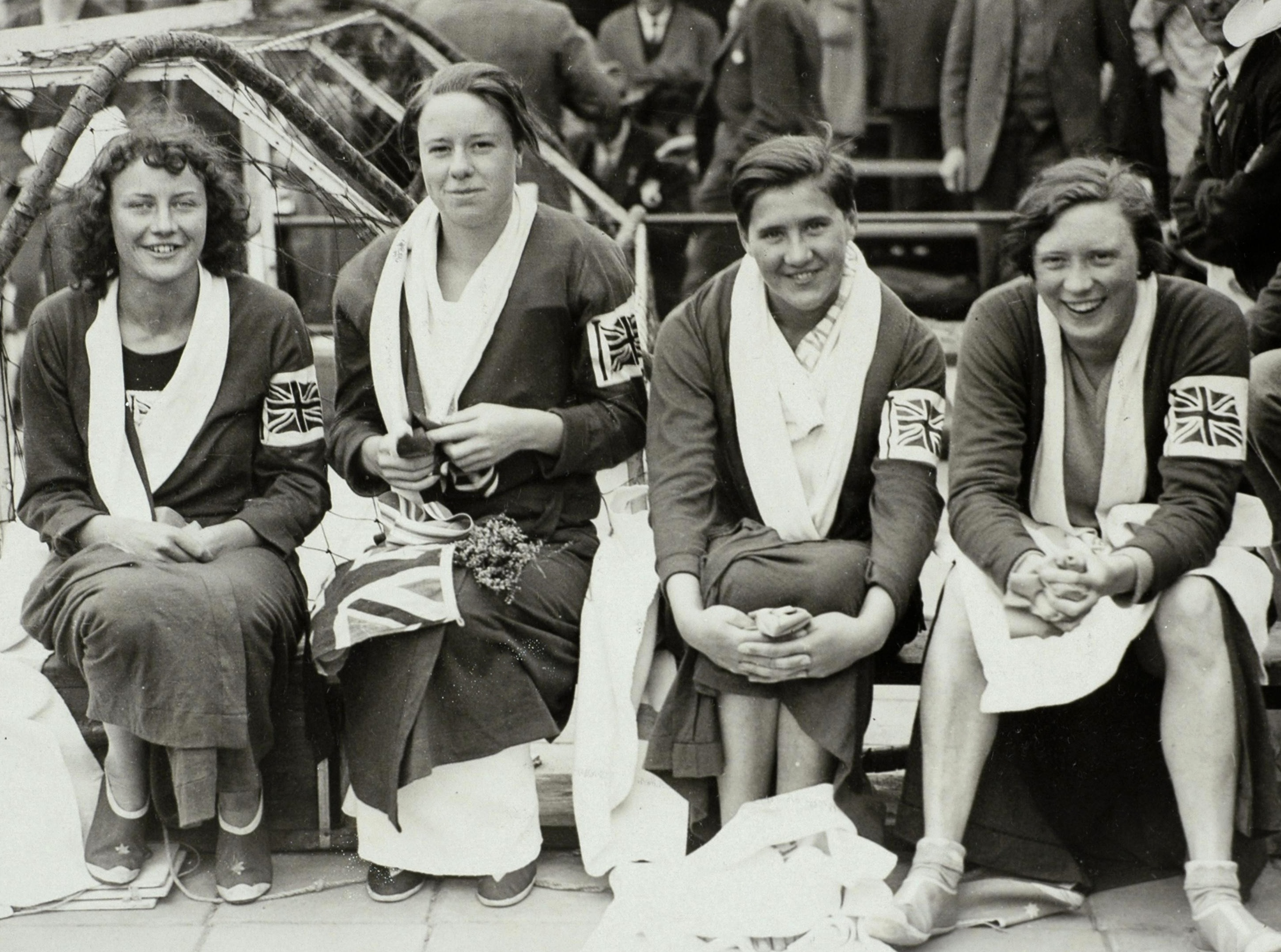
Женская сборная Великобритании в эстафете 4×100 метров вольным стилем, 1928 год

Маргарет Джойси Купер родилась в 1909 году в Шри-Ланке в семье богатого чайного плантатора. Она научилась плавать в Индийском океане. Купер проживала и занималась плаванием в Великобритании, её тренером был Билл Хаукрофт.
В 1927 году на чемпионате Европы по водным видам спорта Купер победила в эстафете 4×100 метров вольным стилем в составе сборной Великобритании и завоевала серебряную медаль на дистанции 100 м вольным стилем, уступив нидерландке Марие Вирдаг.
На летних Олимпийских играх 1928 года в Амстердаме британки заняли второе место. Купер также завоевала бронзовые медали на дистанциях 100 м вольным стилем и 100 м на спине. На Играх Британской империи 1930 года в Гамильтоне Купер как представительница Англии завоевала четыре золотые медали.
На чемпионате Европы по водным видам спорта 1931 года в Париже Купер заняла вторые места на трёх дистанциях и третье место на дистанции 100 м вольным стилем. В 1931 году она установила мировой рекорд в плавании на дистанции 150 ярдов на спине. Через год его побила Эленор Холм. На летних Олимпийских играх 1932 года в Лос-Анджелесе британки завоевали бронзовую медаль в эстафете 4×100 метров вольным стилем. Купер также участвовала в нескольких индивидуальных дистанциях, но не заняла призовых мест.
Купер работала швеёй и преподавательницей бальных танцев. В 1934 году она вышла замуж за гребца, олимпийского чемпиона 1932 года Джона Бэдкока. Их сыновья Феликс и Фрэнсис также стали гребцами. Феликс завоевал бронзовую медаль на Играх Британской империи и Содружества наций 1958 года.
Маргарет Бэдкок была включена в Зал Славы мирового плавания. Она скончалась в 2002 году в Чичестере на 94-м году жизни